# Gminy Norwegii
Norwegia podzielona jest na 15 okręgów (norw. fylke) i 356 gminy (norw. kommune). Niniejsza strona zawiera alfabetyczną listę norweskich gmin (norw. norske kommuner).

## A
Alstahaug –
Alta –
Alvdal –
Alver –
Andøy –
Aremark –
Arendal –
Asker –
Askvoll –
Askøy –
Aukra –
Aure –
Aurland –
Aurskog-Høland –
Austevoll –
Austrheim –
Averøy

## B
Balsfjord –
Bamble –
Bardu –
Beiarn –
Bergen –
Bindal –
Birkenes –
Bjerkreim –
Bjørnafjorden –
Berlevåg –
Bodø –
Bokn –
Bremanger –
Brønnøy –
Bygland –
Bykle –
Bærum –
Bø (Nordland) –
Bømlo –
Båtsfjord

## D
Dovre –
Drammen –
Drangedal –
Dyrøy –
Dønna

## E
Eidfjord –
Eidskog –
Eidsvoll –
Eigersund –
Elverum –
Enebakk –
Engerdal –
Etne –
Etnedal –
Evenes –
Evje og Hornnes

## F
Farsund –
Fauske –
Fedje –
Fitjar –
Fjaler –
Fjord –
Flakstad –
Flatanger –
Flekkefjord –
Flesberg –
Flora –
Flå –
Folldal –
Fredrikstad –
Frogn –
Froland –
Frosta –
Frøya –
Fyresdal –
Færder

## G
Gamvik –
Gaular –
Gausdal –
Gildeskål –
Giske –
Gjemnes –
Gjerdrum –
Gjerstad –
Gjesdal –
Gjøvik –
Gloppen –
Gol –
Gran –
Grane –
Gratangen –
Grimstad –
Grong –
Grue –
Gulen

## H
Hadsel –
Halden –
Hamar –
Hamarøy-Hamber –
Hammerfest –
Hareid –
Harstad –
Hasvik –
Hattfjelldal –
Haugesund –
Heim –
Hemnes –
Hemsedal –
Herøy w Møre i Romsdal –
Herøy w Nordland –
Hitra –
Hjartdal –
Hjelmeland –
Hol –
Hole –
Holmestrand –
Holtålen –
Horten –
Hurdal –
Hustadvik –
Hvaler –
Hyllestad –
Hægebostad –
Høyanger –
Høylandet –
Hå

## I
Ibestad –
Inderøy –
Indre Fosen –
Indre Østfold –
Iveland

## J
Jevnaker –
Jølster

## K
Karasjok –
Karlsøy –
Karmøy –
Kautokeino –
Kinn –
Klepp –
Kongsberg –
Kongsvinger –
Kragerø –
Kristiansand –
Kristiansund –
Krødsherad –
gmina Kvam –
Kvinesdal –
Kvinnherad –
Kviteseid –
Kvitsøy –
Kvæfjord –
Kvænangen –
Kåfjord

## L
Larvik –
Lavangen –
Lebesby –
Leirfjord –
Leka –
Lesja –
Levanger –
Lier –
Lierne –
Lillehammer –
Lillesand –
Lillestrøm –
Lindesnes –
Lom –
Loppa –
Lund –
Lunner –
Lurøy –
Luster –
Lyngdal –
Lyngen –
Lærdal –
Lødingen –
Lørenskog –
Løten

## M
Malvik –
Marker –
Masfjorden –
Melhus –
Meløy –
Meråker –
Midtre Gauldal –
Midt-Telemark –
Modalen –
Modum –
Molde –
Moskenes –
Moss –
Målselv –
Måsøy

## N
Namsos –
Namsskogan –
Nannestad –
Narvik –
Nes w Akershus –
Nes w Buskerud –
Nesna –
Nesodden –
Nesseby –
Nesset –
Nissedal –
Nittedal –
Nome –
Nord-Aurdal –
Nord-Fron –
Nordkapp –
Nord-Odal –
Nordreisa –
Nordre Follo –
Nordre Land –
Nore og Uvdal –
Notodden –
Nærøysund

## O
Oppdal –
Orkland –
Osen –
Os (Hedmark) –
Oslo –
Osterøy –
Overhalla

## P
Porsanger –
Porsgrunn

## R
Rakkestad –
Rana –
Randaberg –
Rauma –
Rendalen –
Rennebu –
Rindal –
Ringebu –
Ringerike –
Ringsaker –
Risør –
Rollag –
Rælingen –
Rødøy –
Røros –
Røst –
Røyrvik –
Råde –

## S
Salangen –
Saltdal –
Samnanger –
Sandefjord –
Sandnes –
Sarpsborg –
Sauda –
Selbu –
Seljord –
Sel –
Senja –
Sigdal –
Siljan –
Sirdal –
Skaun –
Skien –
Skiptvet –
Skjervøy –
Skjåk –
Smøla –
Snåsa –
Sokndal –
Sola –
Solund –
Sogndal –
Songdalen –
Sortland –
Spydeberg –
Stad –
Stange –
Stavanger –
Steigen –
Steinkjer –
Stjørdal –
Stord –
Stor-Elvdal –
Storfjord –
Stranda –
Strand –
Stryn –
Sula –
Suldal –
Sunndal –
Sunnfjord –
Surnadal –
Sveio –
Sykkylven –
Sømna –
Søndre Land –
Sør-Aurdal –
Sørfold –
Sør-Fron –
Sør-Odal –
Sørreisa –
Sør-Varanger

## T
Tana –
Time –
Tingvoll –
Tinn –
Tjeldsund –
Tokke –
Tolga –
Tromsø –
Trondheim –
Trysil –
Træna –
Tvedestrand –
Tydal –
Tynset–
Tysnes –
Tysvær –
Tønsberg

## U
Ullensaker –
Ullensvang –
Ulstein –
Ulvik –
Utsira

## V
Vadsø –
Vaksdal –
Valle –
Vang –
Vanylven –
Vardø –
Vefsn –
Vega –
Vegårshei –
Vennesla –
Verdal –
Verran –
Vestby –
Vestnes –
Vestre Slidre –
Vestre Toten –
Vestvågøy –
Vevelstad –
Vik –
Vindafjord –
Vinje –
Volda –
Voss –
Værøy –
Vågan –
Vågsøy –
Vågå –
Våler

## Ø
Øksnes –
Ørland –
Ørsta –
Østre Toten –
Øvre Eiker –
Øyer –
Øygarden –
Øystre Slidre

## Å
Åfjord –
Ål –
Ålesund –
Åmli –
Åmot –
Årdal –
Ås –
Åseral –
Åsnes

## Byłe gminy
- Namdalseid, Fosnes, Vikna, Nærøy, Verran, Roan, Rissa, Leksvik, Bjugn, Snillfjord, Hemne, Halsa, Orkdal, Agdenes, Meldal, Klæbu, Eide, Fræna, Midsund, Norddal, Stordal, Haram, Sandøy, Skodje, Ørskog, Hornindal, Eid, Selje, Flora, Vågsøy, Førde, Naustdal, Balestrand, Leikanger, Radøy, Lindås, Meland, Fjell, Sund, Gravin, Fusa, Os (Hordaland), Jondal, Odda, Ullensvang, Finnøy, Rennesøy, Forsand, Audnedal, Mandal, Marnardal, Sogndalen, Søgne, Bø (Telemark), Sauherad, Lardal, Andebu, Stokke, Re, Sande, Nedre Eiker, Svelvik, Hurum, Røyken, Ski, Oppegård, Rygge, Askim, Eidsberg, Hobøl, Spydeberg, Trøgstad, Skedsmo, Fet, Sørum, Rømskog, Tysfjord, Ballangen, Skånland, Berg, Lenvik, Torsken, Tranøy i Kvalsund    - do 1 stycznia 2020[1]
- Hof, Lardal, Leksvik, Nøtterøy, Rissa i Tjøme – do 1 stycznia 2018
- Andebu i Stokke – do 1 stycznia 2017
- Bjarkøy – do 1 stycznia 2013
- Mosvik – do 1 stycznia 2012
- Frei – do 1 stycznia 2008
- Ølen i Tustna – do 1 stycznia 2006
- Skjerstad – do 1 stycznia 2005